# 佐和誠
佐和 誠（さわ まこと、1928年10月23日 - 2012年1月4日）は、日本の翻訳家、字幕翻訳家。
本名・塩沢誠治。

## 人物・来歴
東京生まれ。青山学院専攻科卒業。
字幕翻訳家などを経て、外国映画の原作、推理小説、冒険小説などの英語からの翻訳を業とする。
『卒業』『ペーパームーン』『イージー・ライダー』などのほか、「デストロイヤー」などシリーズものも多い。

## 翻訳
- 『アンクルから来た女 エイプリル・ダンサー1』（マイクル・アヴァロン、早川書房） 1967
- 『しろうとスパイ』（マイクル・アンダーウッド、早川書房） 1967
- 『竜のスパイ キルマスター3』（ニック・カーター、早川書房） 1967
- 『ザ・マン（アメリカ黒人大統領）』（アーヴィング・ウォーレス、早川書房） 1968
- 『地獄のハマーヘッド』（ジェイムズ・メイオ、早川書房、世界ミステリシリーズ） 1968
- 『デルタ野郎』（ミッキー・スピレイン、早川書房、世界ミステリシリーズ） 1968
- 『夜は耳をすますとき』（エリオット・ウェスト、早川書房） 1968
- 『不死身のインベーダー インベーダー3』（レイフ・バーナード、早川書房） 1968
- 『琥珀色の死』（ジョン・D・マクドナルド、早川書房、世界ミステリシリーズ） 1968
- 『企業再建に賭ける男』（キャメロン・ホーリイ、早川書房） 1969
- 『火薬樽』（ウイリアム・ハガート、早川書房、世界ミステリシリーズ） 1969
- 『ねじれた奴』（ミッキー・スピレイン、早川書房） 1969、のち文庫
- 『宇宙大作戦No.2』（ジェイムズ・ブリッシュ、早川書房） 1969
- 『おんどり』（モルデカイ・リッチラー、早川書房） 1970
- 『怒りの学園』（マドレーヌ・シェイナー、早川書房） 1970
- 『サバス氏の乱れなき生活』（ホセ・イグレシアス、早川書房） 1970
- 『小さな巨人』（トーマス・バージャー、角川文庫） 1970
- 『グルーピー』（ジェニー・フェビアン,ジョニー・バイアン、角川書店） 1971、のち文庫
- 『大脱獄』（デイヴィッド・キング、早川書房） 1971
- 『黒い変身』（ハーマン・ローチャー、角川書店、海外ベストセラー・シリーズ） 1971
- 『さよならジェミニ』（ジェニー・ホール、角川文庫） 1971
- 『恐怖のメロディ』（ポール・J・ジレット、早川書房） 1972
- 『地獄のターゲット』（ローレンス・ヘンダースン、早川書房） 1972
- 『その男凶暴につき』（ハドリー・チェイス、創元推理文庫） 1972
- 『イージー・ライダー』（テリイ・サザーン、角川文庫） 1972
- 『ペーパームーン』（ジョー・デイヴィッド・ブラウン、早川書房） 1973、のち文庫
- 『小さな目撃者』（マーク・ヘブデン、早川文庫） 1973
- 『サンダーボルト』（ジョー・ミラード、早川書房） 1974
- 『冷凍人間』（トーマス・バージャー、角川書店） 1974
- 『狼よさらば』（ブライアン・ガーフィルド、早川書房） 1974
- 『ザ・セブン・アップス』（リチャード・ポスナー、早川文庫） 1974
- 『カントリー・クラブ』（ナンシー・ブラフ、角川文庫） 1974
- 『おかしなおかしな大脱線』（アン・ロイヒー、角川文庫） 1974
- 『ジャガーノート』（アル・ハイン、早川書房） 1975
- 『月曜日の男』（ロニイ・パールマン、早川書房） 1976
- 『逢いびき』（アレク・ウォー、角川文庫） 1976
- 『青銅の巨砲』（セシル・スコット・フォレスター、早川文庫） 1976
- 『ホップスコッチ』（ブライアン・ガーフィールド、早川書房） 1977.7、のち文庫
- 『謎の精神寄生体 宇宙大作戦』（ジェイムズ・ブリッシュ、早川文庫） 1977.8
- 『孤児たち』（チャールズ・ウェッブ、早川書房） 1978.1
- 『脱出航路』（ジャック・ヒギンズ、早川書房） 1978.5、のち文庫
- 『マーフィーの戦い』（マックス・カトー、早川文庫） 1978.7
- 『オイディプスの報酬』（リチャード・ニーリィ、角川文庫） 1978.11
- 『アフリカの女王』（セシル・スコット・フォレスター、早川文庫） 1979.1
- 『叛逆の密書』（ダンカン・カイル、早川書房） 1979.11
- 『心ひき裂かれて』（リチャード・ニーリィ、 角川書店 1980.11、 のち文庫
- 『堕ちる天使』（ウィリアム・ヒョーツバーグ、早川文庫） 1981.2
- 『ウェスト・ポイントが揺れる』（ルシアン・K・トラスコット4世、早川文庫） 1982.7
- 『脱出せよ、ダブ!』（クリストファー・ウッド、早川文庫） 1983.12
- 『鋼鉄の虎』（スターリング・シリファント、早川文庫） 1985.2
- 『ブラック・チェリー・ブルース』（ジェイムズ・リー・バーク、角川文庫） 1990.11
- 『デス・ショック』（ハリソン・アーンストン、東京創元社） 1991.9
- 『最終レースに賭けろ』（ウィリアム・マレー、角川文庫） 1992.1
- 『巨大戦艦ビスマルク 独・英艦隊、最後の大海戦』（ブルカルト・フォン・ミュレンハイム＝レッヒベルク、早川書房） 1994.10、のち文庫
- 『潜水艦いまだ帰投せず』（アレグザンダー・フラートン、早川文庫） 1996.11
- 『従者の栄光』（デイヴィッド・コンプトン、早川文庫） 1997.9
- 『ウイルス・ゾーン』（アンドリュー・ゴリチェク、早川文庫） 1998.4
- 『フォート・ベニングの刺殺魔』上・下（ルシアン・K・トラスコット四世、早川文庫） 1998
- 『闇に横たわれ』（ダン・フェスパーマン、早川文庫） 2000.5
- 『U - 571』（マックス・アラン・コリンズ、早川文庫） 2000.8
- 『囚人部隊誕生 ナポレオンの勇者たち』（リチャード・ハワード、早川文庫） 2001.4
- 『激戦!エジプト遠征 ナポレオンの勇者たち』（リチャード・ハワード、早川文庫） 2001.7
- 『殺し屋とポストマン』（マシュー・ブラントン、早川文庫） 2002.4
- 『影なき狙撃者』（リチャード・コンドン、早川文庫） 2002.12
- 『氷雪のサバイバル戦』（デイヴィッド・ダン、早川文庫） 2003.5

### チャールズ・ウェッブ
- 『卒業』（チャールズ・ウェッブ、早川書房） 1968、のち文庫
- 『結婚』（チャールズ・ウェッブ、早川書房） 1970、のち文庫
- 『体験』（チャールズ・ウェッブ、早川書房） 1970、のち文庫

### 「デストロイヤー」シリーズ
「デストロイヤー」シリーズ（R・サピア&W・マーフィー、創元推理文庫）
- 『デストロイヤーの誕生』（Created, The Destroyer） 1974
- 『死のチェックメイト』（Death Check） 1974
- 『劉将軍は消えた』（Chinese Puzzle） 1974
- 『国際麻薬組織』（Mafia Fix） 1975
- 『直下型大地震』（Dr. Quake） 1975
- 『アメリカ売ります』（Death Therapy） 1975
- 『トラック野郎』（Union Bust） 1976
- 『ネメロフ男爵の陰謀』（Summit Chase） 1976
- 『殺人狂警官』（Murder's Shield） 1977
- 『ハイジャック=テロ集団』（Terror Squad） 1977
- 『マイアミの首領(ドン)』（Kill or CURE） 1978
- 『ウォー・ゲーム』（The End of the Game） 1986
- 『血の福音』（Spoils of War） 1987
- 『細菌戦争』（Profit Motive） 1989
- 『死の天使』（Skin Deep） 1989

### グレゴリー・マクドナルド
- 『殺人方程式』（グレゴリー・マクドナルド、角川書店） 1977.6、のち改題『フレッチ / 殺人方程式』（角川文庫） 1985.10
- 『死体のいる迷路』（グレゴリー・マクドナルド、角川書店） 1979.8、のち改題『フレッチ / 死体のいる迷路』（角川文庫） 1986.5
- 『フレッチ / 殺意の迷宮』（グレゴリー・マクドナルド、角川書店） 1983.2
- 『フレッチ / 死者からのメッセージ』（グレゴリー・マクドナルド、角川書店） 1984.6
- 『フレッチ / 死の演出』（グレゴリー・マクドナルド、角川文庫） 1986.7
- 『フレッチ / 呪われた大統領選』（グレゴリー・マクドナルド、角川文庫） 1987.5
- 『フレッチ / 死霊のカーニバル』（グレゴリー・マクドナルド、角川文庫） 1989.6
- 『フレッチ / 500万ドルの死体』（グレゴリー・マクドナルド、角川文庫） 1987.12

### 「破壊工作班」シリーズ
- 『復讐のブラックゴールド 破壊工作班 』（リチャード・L・グレーヴズ、創元推理文庫） 1979.8
- 『プラチナの銃弾 破壊工作班』（リチャード・L・グレーヴス、創元推理文庫） 1980.9
- 『戦慄のコバルト60 破壊工作班』（リチャード・L・グレーヴズ、創元推理文庫） 1981.6
- 『クィックシルヴァー 破壊工作班』（リチャード・L・グレーヴズ、創元推理文庫） 1981.9

### マイク・マックウェイ
- 『オールド・タウンの燃えるとき』（マイク・マックウェイ、創元推理文庫、マシュー・スウェイン・シリーズ1） 1983.8
- 『月は死を招く』（マイク・マックウェイ、創元推理文庫、マシュー・スウェイン・シリーズ2） 1984.7
- 『死のネットワーク』（マイク・マックウェイ、創元推理文庫、マシュー・スウェイン・シリーズ3） 1985.12

### マイケル・ハートランド
- 『裏切りへの七歩』（マイケル・ハートランド、早川文庫、英国情報部員デイヴィッド・ネアン・シリーズ） 1985.12
- 『第三の裏切り』（マイケル・ハートランド、二見文庫、英国情報部員デイヴィッド・ネアン・シリーズ） 1987.1
- 『恐怖の国境線』（マイケル・ハートランド、二見文庫、英国情報部員デイヴィッド・ネアン・シリーズ） 1990.1
- 『北京の紅いさそり』（マイケル・ハートランド、二見文庫、英国情報部員デイヴィッド・ネアン・シリーズ） 1993.4

### フィリップ・マカッチャン
- 「キャメロンの海戦」全11巻（フィリップ・マカッチャン、ハヤカワ文庫NV）
  1. 『炎の駆逐艦』（Cameron Ordinary Seaman） 1987
  2. 『クレタ島潜入』（Camereon Comes Through） 1988
  3. 『非情のフィヨルド』（Cameron of the Castle Bay） 1989
  4. 『暴虐の武装商船』（Lieutenant Cameron RNVR） 1990
  5. 『バレンツ海の密使』（Cameron's Convoy） 1991
  6. 『突破!マルタ島封鎖網』（Cameron in the Gap） 1992
  7. 『北アフリカ上陸戦』（Orders for Cameron） 1992
  8. 『日本艦隊、出撃す』（Cameron in Command） 1993
  9. 『偽装潜水母艦カイザーホフ』（Cameron and the Kaiserhof） 1994
  10. 『死闘のブレスト港』（Cameron's Raid） 1994
  11. 『不沈戦艦を叩け』（Cameron's Chase） 1996
- 『船団司令官』（フィリップ・マカッチャン、早川文庫） 1995.11

| スタブアイコン | サブスタブ | この項目は、まだ閲覧者の調べものの参照としては役立たない、文人（小説家・詩人・歌人・俳人・作詞家・作家・放送作家・随筆家（コラムニスト）・文芸評論家）に関連した書きかけの項目です。この項目を加筆・訂正などしてくださる協力者を求めています（P:文学/PJ:作家）。 |